# Affinghausen
Affinghausen là một xã thuộc huyện Diepholz, trong bang Niedersachsen, Đức. Đô thị này có diện tích 12,26 km².

## Địa lý

### Phân chia hành chính
Xã Affinghausen được chia thành các thôn sau:
- Affinghausen
- Dörriesloh
- Eitzen
- Hagen

### Các xã lân cận
Các xã trong khu vực: Schwaförden (6 km), Scholen (10 km), Bruchhausen-Vilsen (10 km), Bassum (13 km), Asendorf (8 km), Sulingen (15 km) và Maasen (9 km).
Các xã lân cận khác: Sudwalde (3 km), Staffhorst (9 km), Mellinghausen (9 km), Siedenburg (10 km) và Neuenkirchen (10 km).

## Lịch sử

### Tên xã
Xã Affinghausen từng mang tên gọi Affenhusen vào năm, Offinghusen vào năm 1265 và Affinghusen vào năm 1330.
Một cách giải thích thuyết phục cho tên gọi này là đó là nơi đây từng là nơi của định cư của một gia tộc tên là Affo hoặc Agifo (tên cũ là Agafrid, Agefrid, Agfrid, Egfrid, Egfried, Afried hoặc Aifred).

### Phát triển dân số
Tăng trưởng số lượng trang trại
| Năm  | Số trang trại | Nguồn |
| ---- | ------------- | ----- |
| 1608 | 20            |       |
| 1667 | 26            |       |
| 1755 | 41            |       |
| 1816 | 61            |       |

Phát triển dân số kể từ năm 1885
| Năm  | Dân số | Nguồn |
| ---- | ------ | ----- |
| 1885 | 428    | [ 2 ] |
| 1910 | 640    | [ 3 ] |
| 1933 | 688    | [ 2 ] |
| 1939 | 661    | [ 2 ] |
| 1950 | 11130  | [ 4 ] |
| 1956 | 848    | [ 4 ] |
| 1973 | 965    | [ 5 ] |
| 1975 | 0942 ¹ | [ 6 ] |
| 1980 | 0969 ¹ | [ 6 ] |
| 1985 | 0921 ¹ | [ 6 ] |

| Năm  | Dân số | Nguồn |
| ---- | ------ | ----- |
| 1990 | 849 ¹  | [ 6 ] |
| 1995 | 941 ¹  | [ 6 ] |
| 2000 | 938 ¹  | [ 6 ] |
| 2005 | 907 ¹  | [ 6 ] |
| 2010 | 835 ¹  | [ 6 ] |
| 2015 | 832 ¹  | [ 6 ] |
| 2016 | 842 ¹  | [ 6 ] |
| 2017 | 856 ¹  | [ 6 ] |
| 2018 | 859 ¹  | [ 6 ] |
| 0    | 0      | 0     |

¹ Tính đến ngày 31 tháng 12 năm 2018.
|  |